# Lejsturojr
Lejsturojr är ett gravröse i Rone socken på Gotland, cirka 1 kilometer norr om Ronehamn.
Gravröset, som har en stor krater i mitten, är uppbyggt av gråsten, fyra meter högt och omkring 40 meter i diameter. Ungefär 200 meter sydost om Lejsturojr finns dock ett ännu större röse, 45 meter i diameter och 3,5 meter högt. Båda rösena härrör troligen från äldre bronsåldern. Runt gravarna finns ett omfattande system av boplatslämningar. Norr om Lejsturojr på Lejstuänge och Ajuängar finns två grupper av husgrunder från järnåldern. Från gårdarna löper omfattande system av stensträngar och i väster finns ett mindre område fornåkrar. Omkring 50 meter öster om Lejsturojr finns ett mindre gravfält från järnåldern.

## Fornlämningar vid röset

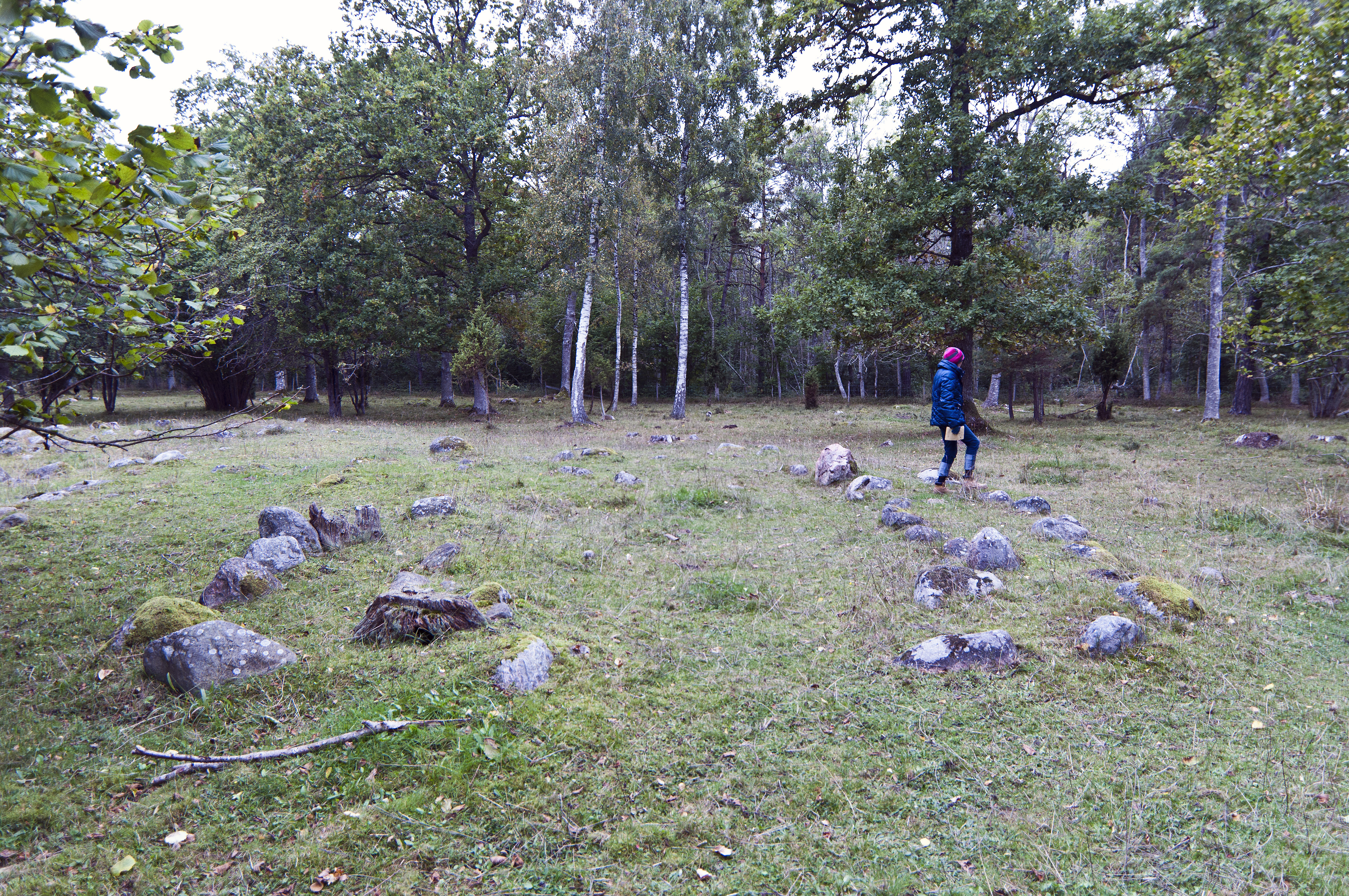
Husgrund.
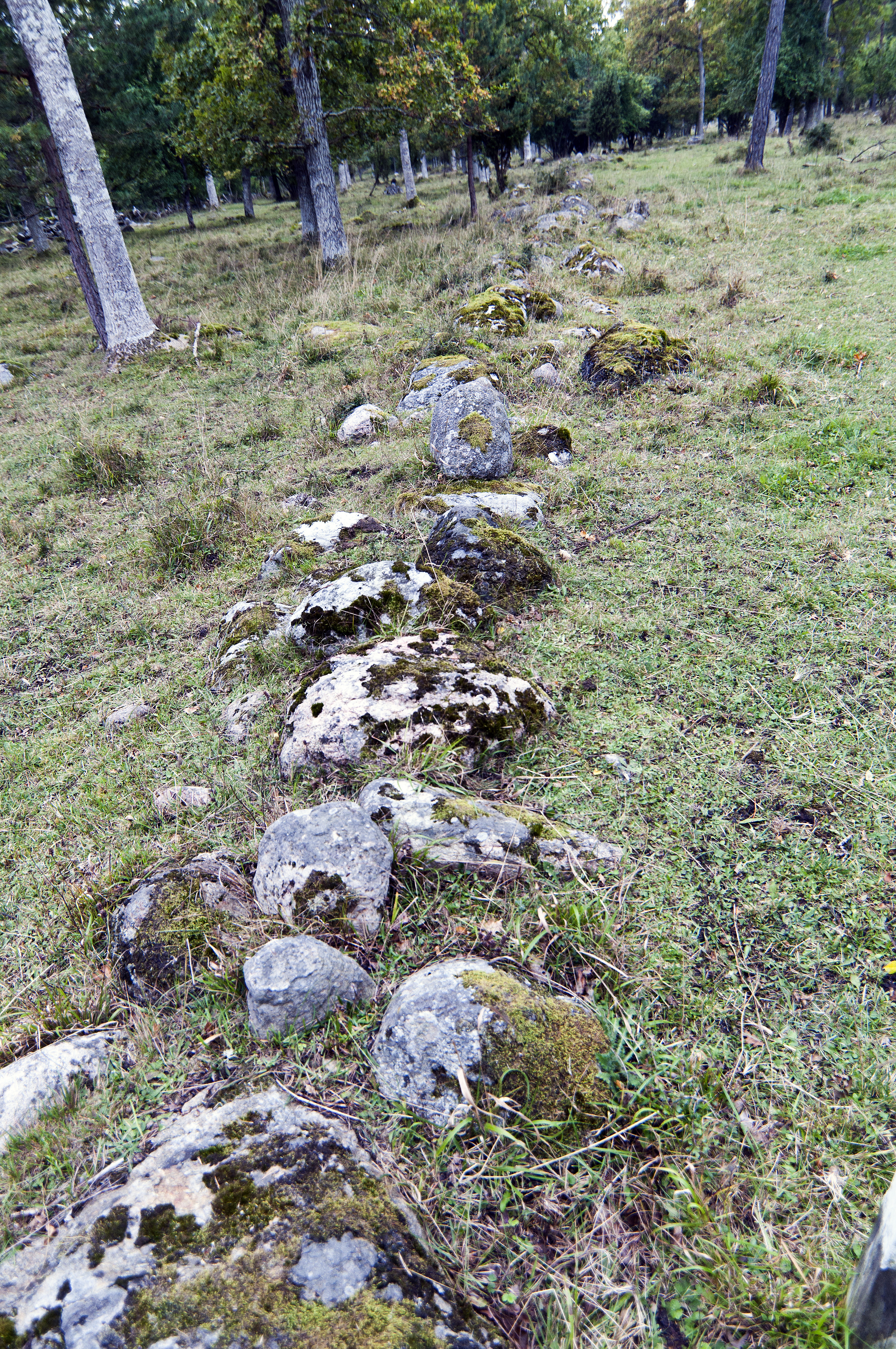
Stenhägnad.
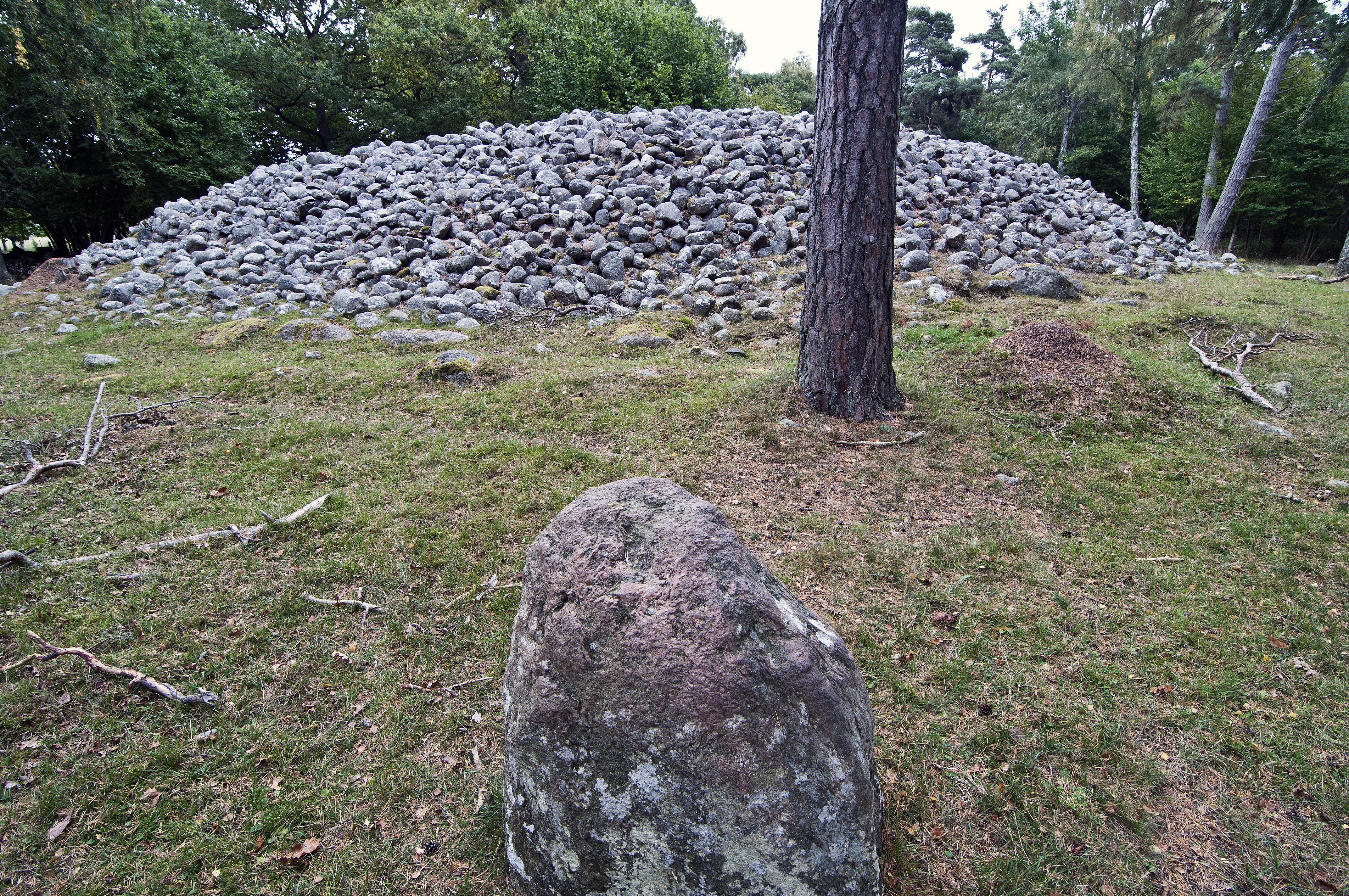